# Termit (kemi)

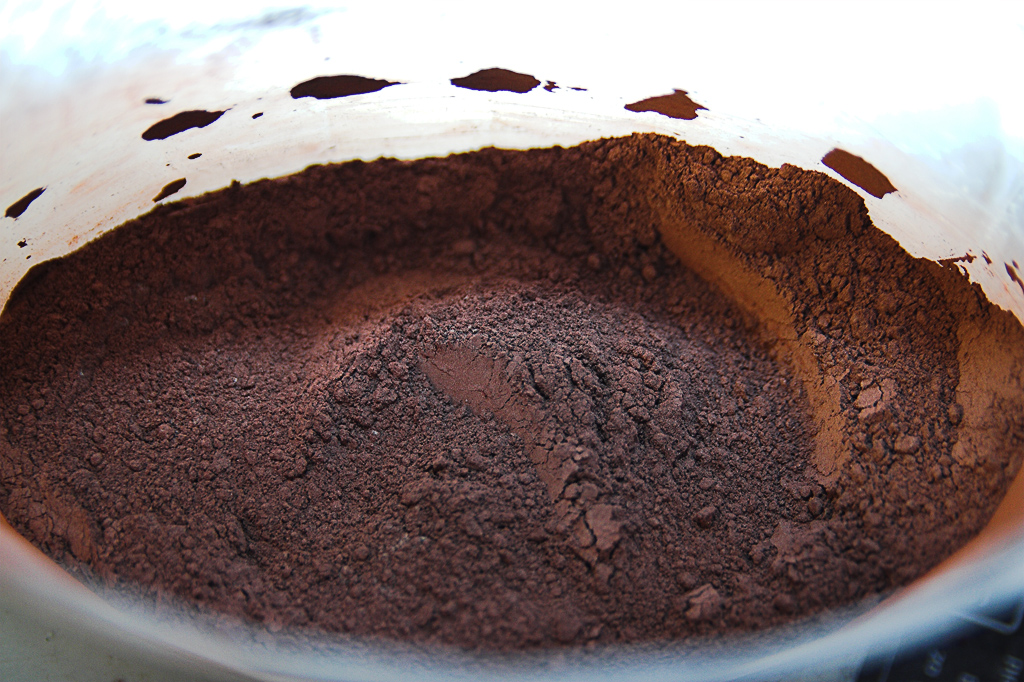
En termitblandning.

Termit (av grekiska thermae - värme) är en blandning av aluminium och olika metalloxider. Vid antändning startar en reaktion där aluminiumet oxideras och metalloxiden reduceras, och stora mängder värme avges. Denna typ av reduktion kallas aluminotermisk reduktion och uppfanns 1894 av Hans Goldschmidt.
Vissa sammansättningar kan ge temperaturer på upp till 3 000 °C. 
Med termit avses även mer specifikt en blandning av pulveriserat aluminium och hematit, en järnoxid. Reaktionen 
{\displaystyle {\rm {Fe_{2}O_{3}+2Al\rightarrow 2Fe+Al_{2}O_{3}}}}
når temperaturer på cirka 2400 °C.
Termit har använts bland annat för svetsning av järnvägsspår och i brandbomber.

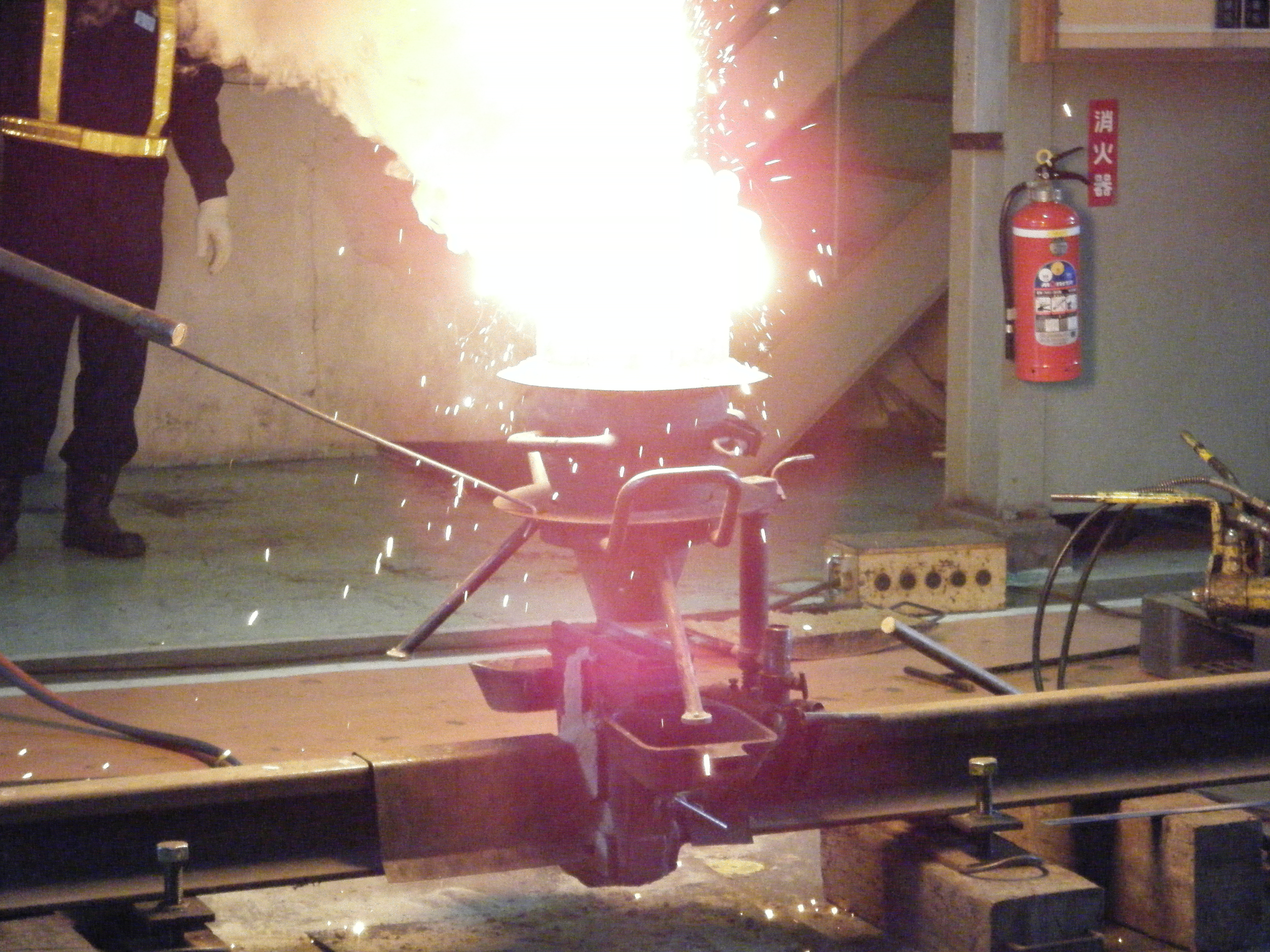
svetsning med termit